# Cusiala doerriesiaria
Cusiala doerriesiaria là một loài bướm đêm trong họ Geometridae.